# Còdex Zouche-Nuttall

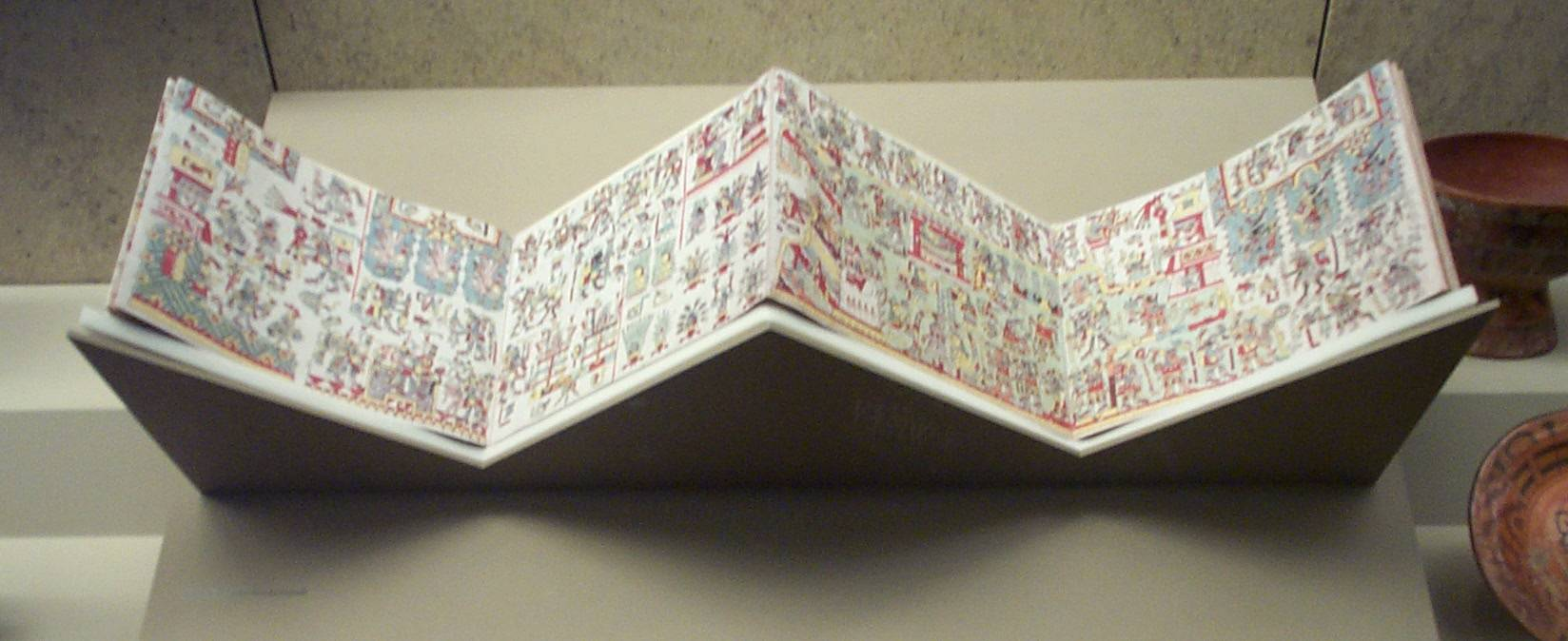
El Còdex Nuttall al Museu Britànic

El Còdex Zouche-Nuttall (conegut també com a Còdex Tonindeye) és un manuscrit il·lustrat mexicà d'origen precolombià, que pertany a la cultura mixteca. Té dos costats: el costat 1, que registra la vida, conquestes i aliances de Vuit Cérvol Urpa de Jaguar, un prominent governant mixteca; i el costat 2, que relata l'origen de la dinastia i la història de Tilantongo i Teozacoalco. El Còdex Zouche-Nuttall és un dels sis còdexs mixteques considerats de tradició precolombina que van sobreviure a la conquesta de l'Imperi asteca.
El manuscrit és format per 16 peces de pell de cérvol adobada unides pels caps, que constitueixen una llarga tirallonga d'11,41 m. Les làmines són doblecs fets en cada una de les peces de pell, i així dona un total de 47 làmines, no totes pintades. Es desconeix la data real de l'elaboració del còdex, però degué ser al voltant del segle XIV a la població de Tilantongo. El costat 2 podria ser més recent que l'1, i potser elaborat a Teozacoalco a la primeria del segle XV.
No hi ha dades sobre com isqué el còdex de Mèxic. Probablement fos enviat a l'estat espanyol al segle xvi, una mica després de consumar-se la conquesta dels mixteques, al 1522. S'identificà per primera vegada al 1854 al convent dominicà de Sant Marc de Florència. Cinc anys després fou venut a John Temple Leader, que l'envià a Robert Curzon, quart baró Zouche. Una edició facsímil, la'n publicà el Museu Peabody de la Universitat Harvard el 1902, amb una introducció de Zelia Nuttall. A hores d'ara és en la col·lecció del Museu Britànic.

## Nom
El Museu Britànic, on és ara el manuscrit, l'ha classificat amb el nom Zouche-Nuttall. El còdex rebé aquest nom per Robert Cruzon, quart baró Zouche, i Zelia Nuttall, figures clau en la seua història.

## Característiques

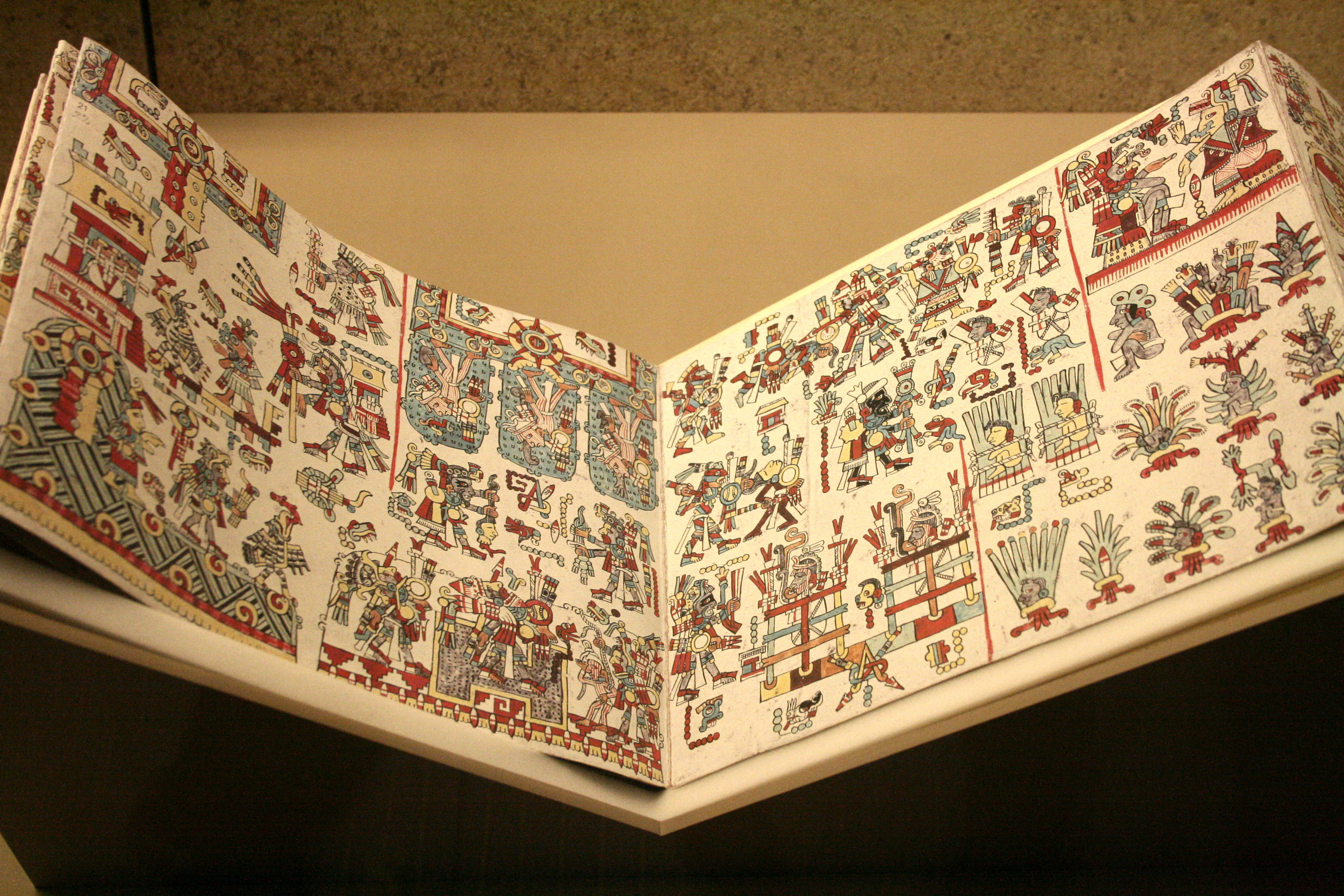
Dues làmines del costat 2 del còdex

El Còdex Zouche-Nuttall és un llibre extens, plegat en forma de paravent i il·lustrat amb color per tots dos costats. Es compon de 16 tires de pell de cérvol adobada unides pels caps. És una tirallonga d'11,41 m de llarg; les làmines són el resultat de doblegar la franja de pell. Cada làmina fa aproximadament 24,3 cm d'ample per 18,4 cm d'alt. El còdex té un total de 94 làmines; 47 de cada costat. 42 de les 47 làmines són pintades en l'anvers (costat 2) i 44 en el revers (costat 1).
La superfície de cada làmina és coberta d'una base blanca d'estuc i algeps, col·locada abans d'aplicar-hi els colors. Aquesta coberta blanca es feia servir també per a esmenar els dibuixos ja elaborats. En ambdós costats del còdex s'empraren tints naturals roigs, grocs, blaus, morats, café, ocres i negres.

## Història
No se sap com el Còdex Nuttall va sortir de Mèxic, però és sabut que era al monestir dominic de Sant Marc de Florència, Itàlia, al 1845. El 1859 el còdex és adquirit pel polític anglés John Temple Leader, que residia a Florència, i que comprà el document al monestir per enviar-lo al seu amic Robert Curzon, el catorzé baró Zouche. Curzon vivia a Anglaterra i tenia una magnífica col·lecció d'antiguitats. Curzon va morir al 1873 i la col·lecció l'heretà el seu fill, que la va dipositar el 1876 al Museu Britànic de Londres.
La investigadora Zelia Nuttall va obtenir permís per investigar-lo al 1902. Així, la primera edició facsímil del còdex es publicà sota protecció del Museu Peabody de la Universitat Harvard. La publicació, però, constava de dibuixos realitzats per un artista anònim. Fou el Museu Peabody qui li va donar el nom de Nuttall al còdex mixteca, en honor de la investigadora.
El Museu Britànic adquirí el còdex al 1912, i va obtenir-ne la possessió definitiva al 1917, quan va morir el darrer posseïdor de la col·lecció. Es troba registrat amb la signatura Add. MS 39671.

## Ressenya
El Còdex Nuttall va ser identificat com a pertanyent a l'àrea mixteca per l'investigador Alfonso Caso, que rebutjà la creença que es tractava d'un document zapoteca o del centre de Mèxic. És difícil precisar el lloc exacte de procedència del còdex; es creu que en podria ser el territori de Teozacoalco, perquè al costat de l'anvers inclou una relació genealògica dels governants de Teozacoalco i Zaachila. Però altres investigadores creuen que es tracta de dos documents diferents (anvers i revers) elaborats en èpoques i indrets diferents, per raons diferents.
El costat 1 emfasitza més les conquestes, aliances, aplecs polítics i actes d'obediència i reconeixement a Vuit Cérvol Urpa de Jaguar que altres còdexs. A més, el lloc més representat en aquest costat del Nuttall és Tilantongo, fins s'ignora la data d'entronització de Vuit Cérvol Urpa de Jaguar en el domini coster de Tututepec, entre altres fets. L'èmfasi en Tilantongo fa pensar que fos el possible lloc d'origen de la biografia del gran conqueridor. Es desconeix la data exacta en què es realitzà el costat u del Còdex Nuttall, però els fets que registra es podrien situar entre els segles xi i xii. Probablement el còdex s'elaborà al voltant del segle xiv, com una legitimació per part dels descendents de Vuit Cérvol Urpa de Jaguar quan la branca de Tilantongo començava a esvair-se. Anys després, els dominis de Tilantongo i Tezoacoalco foren unificats pel senyor Novena Casa, i tal vegada per això el còdex canvià de residència a Tezoacoalco, on se'n pintaria la segona part.